# Mundwad-Pimpale, Khanapur
Mundwad-Pimpale là một làng thuộc tehsil Khanapur, huyện Belgaum, bang Karnataka, Ấn Độ.